# Hestevæddeløb
Hestevæddeløb er en sport, hvor to eller flere ryttere eller kuske rider eller fører en hest over en given distance for at komme først i mål. Det er en af de ældste sportsgrene. Formålet er at finde ud af hvilken hest, der er hurtigst og bedst i avlen.
Hestevæddeløb kan afvikles på mange måder. Forskellige lande og regioner har hver udviklet deres traditioner: der kan deltage en bestemt hesterace, der kan være forhindringer på banen, distancerne kan være forskellige, banens underlag kan variere og hestene kan løbe i forskellige gangarter.
I Danmark er de mest populære hestevæddeløb travløb og galopløb.
Hestevæddeløb kan afvikles alene med det rent sportslige formål at se, hvem der kommer først, men der er oftest knyttet et økonomisk element til begivenheden, idet tilskuere og andre kan indgå væddemål om, hvordan hestene placerer sig. Den globale industri knyttet til spil (væddemål) på heste blev i 2008 anslået at omsætte for 85,2 mia. euro.

## Historie
Hestevæddeløb har en lang historie bag sig og er praktiseret i alle civilisationer, der har kendt til heste. Arkæologiske fund viser, at hestevæddeløb er blevet praktiseret i antikkens Grækenland, Babylon, Syrien og Det gamle Egypten. Konkurrence mellem heste og deres ryttere spiller også en væsentlig rolle i mytologien og overleveringerne som væddeløbet mellem Odin på hesten Sleipner og jætten Hrungner på Guldfaxe i den nordiske mytologi.
Kapløb med hestetrukne stridsvogne var en af de mest populære forlystelser i antikkens Grækenland, i Rom og i det Byzantinske Rige. Såvel kapløb med stridsvogn som kapløb med heste med ryttere var en del af programmet ved Antikkens olympiske lege i 648 f.Kr. og indgik også ved de panhellenske fester. I Romerriget var ridesport med ryttere og stridsvogne vigtige begivenheder, og betydningen og populariteten fortsatte op i middelalderen. Fra midt i 1400-tallet til 1882 blev forårskarnevalet i Rom afsluttet med et hestevæddeløb, hvor mellem 15 og 20 heste uden ryttere løb ad Roms Via del Corso. Tilsvarende hestevæddeløb er afholdt i Italien i middelalderen og Palio di Siena til vore dage.
I England udvikledes fra 1600-tallet hesteracen engelsk fuldblod til brug i galopløb. Det blev en særdeles populær sport for aristokratiet og det britiske kongehus. Det gav sporten tilnavnet "Sport of Kings".
Ridesport i form af forskellige konkurrencer, og løb har været en populær publikumsport og har givet rytterne mulighed for at træne deres færdigheder i krig. Heste har helt frem til midten af det 20. århundrede spillet en vigtig militær rolle, og mange ridesportsgrene har resulteret i bevarelse af færdigheder, der ellers ville være gået tabt efter at hestes militære betydning forsvandt.

## Typer af hestevæddeløb
Der findes forskellige typer af hestevæddeløb:
- Galopløb, hvor hesten galoperer fra start til mållinje på en flad bane
- Steeplechase (i Storbritannien og Irland National Hunt racing), hvor hestene løber over en bane med forhindringer i form af gærder, vandgrave m.v.
- Travløb, hvor hestene i gangarten trav trækker en vogn (en sulky) fra start til mål.[8]
- Distance, hvor hestene løber over skiftende terræn over længere distancer,[9][10] typisk mellem 40 og 160 km.

Til de forskellige væddeløb anvendes forskellige racer. Til galop anvendes oftest engelsk fuldblod, men også Quarter horse, arabere, Paint og Appaloosa. Steeplechase rides oftest på engelsk fuldblod eller heste krydset med fuldblod. Trav domineres af travheste i forskellige varianter. Travheste baseret på avlslinjer i Nordamerika, Frankrig og Rusland er dominerende.

## Spil på heste
Ved mange løb er der tilknyttet en totalisator, hvor publikum kan spille på løbets udfald. Spil på heste er forbudt på nogle baner i Nordamerika.
Er spil tilladt, kan det afvikles ved en totalisator. Det indebærer, at alle indsatser placeres i en pulje, der herefter deles mellem de spillere, der havde spillet på resultatet. I nogle lande særlig Storbritannien, Irland og Australien anvendes oftere et spil, hvor en bookmaker stiller odds, der på den måde giver faste odds, der således ikke er afhængig af, hvorledes andre spillere placerer deres indsats. Totalisatorspil giver ikke blot penge til vinderne i spillet, men i mange lande også til skat og er derved en indtægtskilde for staten.
I Danmark havde Statens tipstjeneste (i dag Dantoto) tidligere monopol på spil på heste.

### Typer af spil
Der er altid blevet spillet på, hvilken hest der kom først over målstregen (i Danmark kaldet "vinder"). Herudover udbydes i Danmark følgende spil:
- Plads: Der spilles på, at en hest bliver blandt de tre første over målstregen
- Tvilling eller Komb: Der spilles på, hvilke to heste, der bliver nr. 1 og nr. 2 (i rigtig rækkefølge)
- Trio: Der spilles på hvilke tre heste, der bliver nr. 1, 2 og 3 (i rigtig rækkefølge)

Herudover kan der kombineres med de forskellige spiltyper på forskellige løb.